# Grote Scheldeprijs 1967
Il Grote Scheldeprijs 1967, cinquantatreesima edizione della corsa, si svolse il 1º agosto per un percorso con partenza ed arrivo a Schoten. Fu vinto dal belga Paul In 't Ven della squadra Mann-Grundig davanti all'olandese Henk Nijdam e all'altro belga Joseph Mathy.

## Ordine d'arrivo (Top 10)
| Pos. | Corridore            | Squadra                  | Tempo    |
| ---- | -------------------- | ------------------------ | -------- |
| 1    | Paul In 't Ven       | Mann-Grundig             | 5h44'00" |
| 2    | Henk Nijdam          | Televizier-Batavus       | a 30"    |
| 3    | Joseph Mathy         | Romeo-Smiths-Plume Sport | s.t.     |
| 4    | Jos Boons            | Mann-Grundig             | s.t.     |
| 5    | Jean-Baptiste Claes  | Torpedo-Continental      | s.t.     |
| 6    | Hans Junkermann      | Torpedo-Continental      | s.t.     |
| 7    | Willy In 't Ven      | Mann-Grundig             | s.t.     |
| 8    | Ward Sels            | Flandria-De Clercq       | s.t.     |
| 9    | Daniel Van Ryckeghem | Mann-Grundig             | s.t.     |
| 10   | Jan Harings          | Televizier-Batavus       | s.t.     |